# 雷比季站
雷比季站（羅馬化：Lybidska,  （ⓘ））是基輔地鐵奧博隆-泰雷姆基線的一個車站。雷比季站是基輔地鐵第27個車站，開通於1984年12月30日。2011年，該站被評為文化遺產。2011年，該站日均客流量28,500人，首末班車時間是05:48至00:00。

## 外部連結
- 维基共享资源上的相關多媒體資源：Lybidska
- Wiki-contributors. . WWW Encyclopedia Kyiv.   [1 April 2014]. （原始内容存档于2019-11-30） （乌克兰语）.